# Yves Buin
 (mai 2021).
Si vous disposez d'ouvrages ou d'articles de référence ou si vous connaissez des sites web de qualité traitant du thème abordé ici, merci de compléter l'article en donnant les références utiles à sa vérifiabilité et en les liant à la section « Notes et références ».
Yves Buin, né à Épinay-sur-Seine le 20 mars 1938, est un psychiatre, écrivain et critique de jazz français.

## Biographie
Il est médecin pédo-psychiatre en milieu urbain déshérité.
Outre la publication de romans et, à partir de 1999, de quelques romans policiers, il est biographe, notamment de Jack Kerouac, dont il a supervisé l'édition des romans dans la collection Quarto, chez Gallimard. Il a également écrit des essais sur le jazz et la psychiatrie.

## Œuvres

### Romans
- La Nuit verticale, Paris, Grasset, 1970
- 110e rue à l'Est ou la Troisième ombre de Saül Chaïm, Paris, Grasset, 1972
- Epistrophy, Paris, C. Bourgois, coll. « froide », 1976
- Le Psychonaute, Paris, C. Bourgois, 1984
- Bornéo, après la nuit, Paris, Grasset, 1989
- Kapitza, Paris, Payot & Rivages, coll. « Rivages/Noir » no 320, 1999
- Borggi, Paris, Payot & Rivages, coll. « Rivages/Noir » no 373, 2000
- L'Oiseau Garrincha, préface de Bernard Kouchner, Bordeaux, Le Castor astral, 2004
- Jedda Blue, Bordeaux, Le Castor astral, 2006
- Mémoire de Lazló, Rennes, Édition Apogée, coll. « Piqué d'étoiles », 2013
- Casa negra, Rennes, Éditions des Ragosses, coll. « Noire des Ragosses », 2014

### Biographies
- Jean Reverzy, médecin et écrivain lyonnais, 1914-1959, Paris, R. Vein, 1968
- Thelonious Monk, Paris, P.O.L, coll. « Birdland », 1988 ; réédition, Bordeaux, Le Castor astral, 2002
- Kerouac, Paris, Gallimard, coll. « Folio. Biographies » no 17, 2006
- Céline, Paris, Gallimard, coll. « Folio. Biographies » no 53, 2009
- Paul Nizan : La révolution éphémère, Paris, Denoël, coll. « Biographies », 2011
- Barney Wilen, éditions Le Castor Astral, Bordeaux, 2017

### Essais
- L’Œuvre européenne de Reich, Paris, Éditions Universitaires, coll. « Encyclopédie universitaire », 1972
- Fou-l'art-noir, in De la déception pure, manifeste froid (en collaboration avec Jean-Christophe Bailly, Serge Sautreau et André Velter), Paris, 10/18 no 810, 1973
- Essai d'herméneutique sexuelle, Paris, Seghers, 1974
- Remarques d'un citoyen ordinaire, Paris, Balland, 1992
- Psychiatries : l'utopie, le déclin, Ramonville-Saint-Agne, Éditions Erès, coll. « Études, recherches, actions en santé mentale en Europe », 1999
- La Psychiatrie mystifiée, Paris, L'Harmattan, coll. « Santé, sociétés et culture », 2002

### Poésie
- Maël, Paris, C. Bourgois, 1980
- L'Asmara, Saint-Pierre-du-Mont, Les Cahiers des brisants, 1985
- Radio-astronomie, Saint-Pierre-du-Mont, Les Cahiers des brisants, 1987
- La Terre d'Arnhem : La vieille âme et le suprême savant, Paris, Plon, 1990

### Autres publications
- Triperie-papeterie Oswald, Paris, Éditions étrangères/C. Bourgois, 1974
- Les Alephs - Diégopolis, La Retraite de Russie, Paris, UGE, coll. « 10/18 » no 979, 1975
- Le Mensonge - Chronique des années de crise, Paris, Éd. Encres, 1978  (ISBN 9782862220055)
- Ce qui fut, Mont-de-Marsan, Les Cahiers des brisants, 1979
- Fou-l'art-noir, et autres textes, Bordeaux, Le Castor astral, 1989
- Jack Kerouac : vendredi après-midi dans l'univers, Paris, J. M. Place, coll. « Jean-Michel Place-poése », 2000
- L'Illusoire Retour des îles : textes 1965-2000, Bordeaux, Le Castor astral, coll. « Escale du Nord », 2002